# 愛的綑綁 (2019年電視劇)
《愛的綑綁2019》（羅馬化：Lhong Ngao Jun），是一部由班亞·喬姆利特執導，坦瓦·素里亞加與薩米·考威爾領銜主演的愛情復仇劇。2019年3月11日起，每週一至二晚間8時30分於Ch7HD首播。

## 劇情簡介
Pim（薩米·考威爾 飾）同父異母的妹妹Khem（帕希塔·阿緹安楠塔莎 飾）冒充Pim的身分與Pete約會（薩朋·阿薩瓦蒙空 飾）。事後，Khem吵著要與其分手，Pete傷心過度酗酒，為了挽回Khem在路上發生車禍驟逝。Pete的朋友Kim（坦瓦·素里亞加 飾）認為Pim是罪魁禍首，他發誓要報復她，並與Khem訂婚，這樣他就有正當理由可以接近Pim，讓她的生活變得悲慘。另一方面，不知情的Pim還不清楚自己為何會被Kim不斷地跟蹤、欺負。

## 演員陣容
註：括號內的演員姓名為小名。

### 主演
- 坦瓦·素里亞加（Than） 飾演 Thanakim（Kim）
- 薩米·考威爾（Sammy） 飾演 Pimchanok（Pim）

### 配角
- 帕希塔·阿緹安楠塔莎（Grace） 飾演 Khemjira（Khem）
- 皮拉瓦·昆拉南瓦（Amp） 飾演 Anon
- 潘婭芃·彭皮帕（Benz） 飾演 Risa
- 那茬濃·普瓦弄（Turk） 飾演 Ekkarat（Ek）
- 努蒂·赫馬尤廷（Nott） 飾演 Niti

Pim與Khem的父親
- 萬威帕·尤古庫（Bee） 飾演 Thipapha（Thip）

Khem的母親
- 蘇查奧·彭威萊 飾演 Phong

Pim與Khem的爺爺
- 都昂齋·哈泰甘（Eed） 飾演 Ari

Pim與Khem的奶奶

### 客串
- 薩朋·阿薩瓦蒙空（Great） 飾演 Plathip（Pete）
- 特林·塞塔喬克（Trin） 飾演 Sak

Pete的父親
- 蘭格拉達·朗里吉佳倫（Inter） 飾演 Pimchanok（Pim）

童年的Pim

## 外部連結
- MyDramaList上的劇情簡介 （页面存档备份，存于）（英文）
- 豆瓣电影上《愛的綑綁》的資料 （简体中文）